# Big Pete Pearson
Lewis Paul Pearson (* 4. Oktober 1936 in Kingston, Jamaika), besser bekannt als Big Pete Pearson, ist ein afroamerikanischer Blues-Sänger, Gitarrist und Bassist.

## Leben
Big Pete Pearson wuchs in einem religiösen Umfeld bei seinen Großeltern in der Nähe von Austin in Texas auf. Mit 9 Jahren hatte er seinen ersten Auftritt in einer Bar. Er spielte regelmäßig in den Juke Joints der Umgebung.
In den 1950ern kam Big Pete nach Phoenix, wo er als „Arizona’s King of the Blues“ bekannt wurde. 1995 wurde er in die „Arizona Blues Hall of Fame“ aufgenommen. Sein Album I’m Here Baby wurde bei den „Independent Music Awards“ 2007 als „Best Blues Album of the Year“ ausgezeichnet.
Während er in den USA mit seiner Band „The Big Pete Blues Band“ auftritt, begleiten ihn bei seinen häufigen Verpflichtungen in Europa „The Gamblers“ („Big Pete Pearson and the Gamblers“).
Im Laufe seiner langen Karriere hat Big Pete mit zahlreichen Größen des Blues zusammengearbeitet, darunter B. B. King, Muddy Waters, John Lee Hooker, Big Joe Turner, Koko Taylor, Big Mama Thornton, Buddy Guy, um nur einige zu nennen.

## Diskografie
- One More Drink (2001)
- I’m Here Baby (2007)
- Finger in Your Eye (2009)
- The Screamer (2009)
- Choose (2012)
- Steppin' Out (2014)